# Lex Varia
Droit romain et lois romaines
La Lex Varia est une loi romaine introduite par le tribun Quintus Varius Severus (en) en 90 av. J.-C.,. La loi crée un tribunal spécial chargé de poursuivre les politiciens romains qui avaient "encouragé" la rébellion des socii pendant la Guerre sociale qui fait alors rage. En fait, cette loi permet à Varius et à ses soutiens d'exiler leurs opposants politiques. Lorsque le calme revient, Varius est à son tour exilé, victime de sa propre loi. Plus tard, des politiciens comme le tribun Publius Sulpicius tenteront d'obtenir l'adoucissement de leurs peines.